# Sofia Shinas
Pour les articles homonymes, voir Shinas.
Sofia Shinas est une actrice et chanteuse canadienne née le 17 janvier 1968.

## Filmographie
Sauf indication contraire, les informations mentionnées dans cette section peuvent être confirmées par la base de données cinématographiques IMDb,  présente dans la section « Liens externes ».

### Actrice

#### Cinéma
- 1994 : The Crow de Alex Proyas : Shelly
- 1994 : Terminal Velocity de Deran Sarafian : Broken legs Max
- 1995 : Ripper Man de Phil Sears : Gena
- 1995 : Hourglass de C. Thomas Howell : Dara Jensen
- 1997 : Hostile Intent de Jonathan Heap : Gina
- 1997 : Dilemma de Eric Larsen, Alan Smithee et Eric Louzil (en) : Lydia Cantrell
- 2004 : Planet of the Pitts de Andreas Brandy : Fay Kennedy présentatrice de NBC News
- 2016 : DaZe: Vol. Too (sic) - NonSeNs de Jeff Dean : Rosabel

#### Télévision

##### Séries télévisées
- 1994 : Blue Skies (en) : Gina (saison 1, épisode 4)
- 1994 : Fantasmes (Red Shoe Diaries) : une femme dans le train (saison 3, épisode 5)
- 1995-1998 : Au-delà du réel : L'aventure continue ( The Outer Limits) : Valérie 23 / Mary 25 (saison 1, épisode 3 et saison 4, épisode 15)
- 1998 : Les Prédateurs (The Hunger) : claire (saison 1, épisode 22)

### Productrice
- 2005 : Making Life Work (court métrage) de Max Parovsky
- 2005 : The Last Tango (court métrage) de Inon Shampanier

### Réalisatrice

#### Cinéma
- 2015 : Famille décomposée (My Stepdaughter)
- 2021 : Politically Homeless

#### Série télévisée
- 2020 : Toasted

### Scénariste
- 2021 : Politically Homeless de elle-même

## Discographie

### Albums
- 1992 : Sofia Shinas

### Singles
- 1992 : The Message
- 1992 : State Of Mind (You Make Me Feel Good)
- 1992 : One Last Kiss